# エイジ オブ エンパイアII
エイジ オブ エンパイア II: エイジ オブ キング（Age of Empires II：The Age of Kings）はマイクロソフトが発売しているリアルタイムストラテジーゲームで、『エイジ オブ エンパイア』シリーズの第二作目である。前作同様時代の進化を扱っているが、今作は暗黒時代から中世を4つ（暗黒の時代、領主の時代、城主の時代及び帝王の時代）に分けている。アメリカでの発売は1999年9月30日。数々の賞を受賞しており、名作としての評価が高い。
Microsoft Windows PCで動作するゲームソフト。略称はAOE2、AOC。
日本で発売前はPC雑誌で特集され、城と遠投投石機の画像が話題となった。
当時はIRCチャットを使用してネット対戦を行っていた。（#aocian,#aocerなど）また、マイクロソフトゲーミングゾーンで海外の人達とネット対戦もできた。
AOK攻略本は数種類、出版社から発売された。
PlayStation 2にも移植され、コナミが発売を行い、日本でも発売された。ドリームキャスト版の移植はキャンセルされている。
前作同様歴史に基づいたシングルプレイとインターネット対戦マルチプレイの両方ができる。また前作との相違点として、各文明が固有のユニットとテクノロジーを有し、それによって各文明の個性がさらに際立ったものとなった。
AOCはWindows 10に未対応だが動作する。
2000年9月22日に拡張パック「The Conquerors Expansion(覇者たちの光陰)」日本語版が発売された。
2001年11月2日にAOE2と拡張パックAOC（覇者たちの光陰）の2本のソフトがセットになったMicrosoft Age of Empires 2 Gold Edition（ゴールドエディション）が発売された。
2013年4月10日にHD解像度やマッチメイキングシステム、さらにWindows 8などの最新OSに対応したAge of Empires II HDが発売された。さらに同年10月には、10年以上の時を経て、新しい拡張パック（新規の文明の追加など）として「The Forgotten」も発売された(いずれも日本語に対応)。
2015年11月6日に拡張パック「The African Kingdoms」が発売された。
2016年12月20日に拡張パック「Rise of the Rajas」が発売された。
2019年11月14日に「Age of Empires II Definitive Edition」がオンライン発売された。
2023年2月1日に「Age of Empires II Definitive Edition」がXbox One、Xbox Series X/Sに移植され発売された。

## シングルプレイ
シングルプレイは歴史上の登場人物の生涯をもとにした幾つかのキャンペーンにより構成されている。キャンペーンは実際の戦闘を下地にした複数のゲームを順に攻略することで完了するようになっている。一部のシナリオには日本語ボイスがついているものもある。

### エイジ オブ キング
- ウィリアム・ウォーレス(チュートリアル・キャンペーン)
- ジャンヌ・ダルク
- チンギスハーン
- バルバロッサ
- サラディン

### 覇者たちの光陰（拡張パック）
- エルシッド
- アッティラ
- モクテスマ
- 覇者たちの戦い（*はゲーム上には登場しない歴史上の人物）
  - トゥール（カール・マルテル）
  - 葡萄の地（赤毛のエリック）
  - ヘースティングス（ウィリアム1世）
  - マンジケルト（*アルプ・アルスラーン）
  - アザンクール（ヘンリー5世）
  - レパント（*ドン・フアン・デ・アウストリア）
  - 本能寺（織田信長・*羽柴秀吉）
  - 露梁（李舜臣・*元均）

### The Forgotten (HD版 拡張パック)
- アラリック
- ドラキュラ
- バーリ
- スフォルツァ
- エル・ドラド
- プリトヴィラージャ
- 忘れられた戦い
  - ブハラ - エフタル×ササン朝ペルシア、突厥
  - ドスピラス - マヤ
  - ヨーク - バイキング×ノーサンブリア王国
  - ホンフォグララス - マジャール人によるカルパチア盆地侵攻
  - 狼山江 - 呉越×呉
  - 倶利伽羅 - 源義仲×平維盛
  - キプロス - 第3回十字軍におけるリチャード1世によるキプロス島占領
  - バフェウス - オスマン帝国×ビザンツ帝国

### The African Kingdoms (HD版 拡張パック)
- ターリク・イブン・ズィヤード
- スンジャータ
- グディト
- フランシスコ・デ・アルメイダ

### Rise of the Rajas (HD版 拡張パック)
- ガジャ・マダ
- スーリヤヴァルマン1世
- バインナウン
- 黎利

## 登場する文明

### エイジ オブ キング
- ケルト 固有ユニット-ウォードレイダー（移動速度の速い歩兵） 文化 スコットランド
- ゴート 固有ユニット-ハスカール（間接防御の高い歩兵） 文化 ローマ
- サラセン 固有ユニット-マムルーク（投剣で攻撃する駱駝騎兵） 文化 中東
- チュートン 固有ユニット-チュートンナイト（直接防御が高く動きの遅い歩兵）文化 ドイツ
- トルコ 固有ユニット-イュニチェリ（射程の長い鉄砲兵） 文化 トルコ
- 中国 固有ユニット-連弩兵（連続攻撃ができる弓兵） 文化 中華
- 日本 固有ユニット-武士（侍）（固有ユニットに強く攻撃速度の速い歩兵） 文化 日本
- バイキング 固有ユニット-ベルセルク（自動回復能力を持つ歩兵）、バイキング船（複数の矢を放つ軍船） 文化 北欧
- ビザンティン 固有ユニット-カタフラクト（歩兵に強い騎兵）　文化 ギリシャ
- フランク 固有ユニット-フランカスロウ（投斧で攻撃する歩兵）文化 フランス
- ブリトン 固有ユニット-ロングボウ（射程の長い弓兵）　文化 イングランド
- ペルシア 固有ユニット-エレファント（耐久力・攻撃力が高く動きの遅い騎兵）文化 イラン
- モンゴル 固有ユニット-マングダイ（攻城兵器に強く攻撃速度の速い弓騎兵） 文化 モンゴル・遊牧民

### 覇者たちの光陰（拡張パック）
- 朝鮮 固有ユニット-戦車、亀甲船（耐久力の高い砲船）文化 朝鮮
- スペイン 固有ユニット-コンキスタドール（騎馬の鉄砲兵）、宣教師（ロバに乗った聖職者） 文化 スペイン
- マヤ 固有ユニット-羽飾射手（作成コストが低く移動速度の速い射手） 文化 メキシコ
- アステカ 固有ユニット-ジャガーウォリア（他の歩兵に強い歩兵） 文化メキシコ
- フン 固有ユニット-タルカン（建物攻撃力の高い騎兵）文化ハンガリー・遊牧民

### The Forgotten (HD版 拡張パック)
- イタリア 固有ユニット-ジェノヴァ石弓射手（騎兵に強い射手）コンドッティエーレ（火器に強い歩兵）文化 イタリア
- インカ 固有ユニット-カマヤック（射程を持った槍兵）スリンガー（歩兵に強い射手） 文化ペルー
- インド 固有ユニット-象弓騎兵（耐久力・攻撃力が高く動きの遅い弓騎兵） 文化 インド
- マジャール 固有ユニット-マジャールハサー（作成速度が低く耐久力・攻撃力が高い騎兵）文化 ハンガリー
- スラヴ 固有ユニット-ボヤール（近接ユニットに強い騎兵）文化 ロシア

### The African Kingdoms (HD版 拡張パック)
- ベルベル 固有ユニット-ジェニトゥール（騎乗散兵）らくだ弓騎兵（弓騎兵に強い弓騎兵）文化 北アフリカ

- マリ 固有ユニット-グベト（投斧で攻撃する歩兵）文化 マリ
- エチオピア 固有ユニット-ショーテルウォリア（コストが少なく短時間で作成できる歩兵）文化 エチオピア
- ポルトガル 固有ユニット-オルガン砲（砲弾を一斉発射する砲撃兵器）キャラベル船（貫通性能のある矢を発射する軍船）文化 ポルトガル

### Rise of the Rajas (HD版 拡張パック)
- マレー 固有ユニット-カランビットウォリア（低コストで弱い歩兵）文化 東南アジア
- クメール 固有ユニット-バリスタエレファント（スコーピオンを搭載した重装騎兵）文化 カンボジア及びインドシナ
- ビルマ 固有ユニット-アランバイ（投げ矢で攻撃する騎兵）文化 ミャンマー
- ベトナム 固有ユニット-籐弓兵（重装の射手）-近衛散兵（散兵の三段階目）文化 ベトナム

## 登場ユニット
攻撃ユニットは大きく分けて歩兵,射手,騎兵,包囲兵器,固有ユニット,聖職者,などに分けられる。
歩兵ユニット
全体的に安価のユニット
民兵系統-建物に対して強く 弓兵,騎乗ユニットに弱い。安価で作りやすい。
槍兵系統-騎乗ユニットにめっぽう強く歩兵,弓兵などに弱い
イーグルウォーリア系統-アステカ,マヤ,インカ限定ユニット 民兵系統が少し移動速度が上がったようなユニット
射手ユニット
遠くからの遠距離攻撃を行うユニット
弓兵系統-遠方からの攻撃を得意とする。歩兵に強く建物,近接攻撃に弱い
散兵系統-遠方からの攻撃を得意とするがある程度の距離がないと攻撃を行えない 弓兵,騎兵に強く近接攻撃に弱い
弓騎兵系統-素早く移動して遠方からの攻撃を得意とする。歩兵に強い
砲撃手-威力が高いものの命中率が低い銃撃をする。建物,密集したユニットに強く 近接攻撃に弱い
騎乗ユニット
高速移動ができるユニット
騎兵系統-安価で量産できる偵察ユニット転向に対する抵抗力が高く 槍兵,駱駝に弱い
騎士系統-高い防御力と攻撃力が出せるユニット。歩兵 弓兵 建物に強い 転向に対する抵抗力が弱く槍兵,駱駝に弱い
駱駝系統-ペルシア サラセン トルコ インド限定ユニット。騎乗ユニットにめっぽう強い
象系統-耐久力が高いが移動速度が遅いユニット 東アジア諸国限定ユニット 歩兵 建物に強く 槍兵 駱駝に弱い
包囲ユニット
対建物 対密集ユニット用兵器
破城槌系統-非騎乗ユニットを乗せることができる。建物に対して有効 近接攻撃に弱い
投石機系統-拡散する石の球の攻撃を行う。範囲内のすべてにダメージを与える。改良型投石機以降は木が刈れる近接攻撃に弱い
スコーピオン系統-敵を貫通する大きな矢の攻撃をする。密集したユニットに有効 近接攻撃に弱い
大砲-大きな弾丸を発射する高級ユニット 範囲内のすべてにダメージを与える。建物に強く近接攻撃に弱い
城ユニット
城で作成できるユニット
固有ユニット-文明によって変わる。
遠投投石機-遠距離から高いダメージが出る攻撃ができる。攻撃と移動の変形には時間がかかる 建物に強く 近接攻撃に弱い
爆破工作兵-自爆ユニット。建物へのダメージが高いが ユニットには少量しか与えられない
特別ユニット
神殿で作成可能
聖職者-移動速度が遅い。聖なる箱の運搬 味方ユニットの回復 敵ユニットの転向が行える。近接攻撃に弱い
宣教師-移動速度が速い。味方ユニットの回復 敵ユニットの転向が行える。スペイン限定
船ユニット
海上でしか移動ができない。
ガレー船-移動速度が速く平均的な攻撃ができる。    大型ガレー船 ガリオン船-巨大な矢の攻撃ができる　火炎工作船に弱い
火炎工作船系統-炎による高速攻撃ができる。他の船に対して有効
(*)は拡張パック「覇者たちの光陰」にて追加されたユニット。
(**)はHD版拡張パック「The Forgotten」にて追加されたユニット。
- 歩兵
  - 民兵 - 軍兵 - 長剣剣士 - 重剣剣士 - 近衛剣士
  - 槍兵 - 長槍兵 - 矛槍兵(*)
  - イーグルウォリア(*) - 重装イーグルウォリア(**) - エリートイーグルウォリア(*)
  - コンドッティエーレ(**)（イタリアが仲間にいるかつ帝王の時代でないと作成できない）
- 射手
  - 弓兵 - 石弓兵 - 重石弓兵
  - 散兵 - 精鋭散兵
  - 弓騎兵 - 重弓騎兵
  - 砲撃手
- 騎兵
  - 斥候 - 騎兵 - 重騎兵(*)
  - 騎士 - 重騎士 - 近衛騎士
  - らくだ騎兵 - 重装らくだ騎兵
- 攻城兵器
  - 投石器 - 改良型投石器 - 破城投石器
  - 破城槌 - 強化破城槌 - 改良強化破城槌
  - 大砲
  - スコーピオン - ヘビースコーピオン
  - 遠投投石器
  - 攻城塔
- 軍艦
  - ガレー船 - 大型ガレー船 - ガリオン船
  - 火炎ガレー船‐火炎船 - 高速火炎船
  - 爆破工作船 - 重爆破工作船
  - キャノンガリオン船 - 機動キャノンガリオン船
- その他
  - 王
  - 聖職者
  - 町の人
  - 聖職者
  - 荷馬車
  - 漁船
  - 交易貨物船
  - 輸送船
- 英雄
  - アーサー王
  - アッティラ
  - アランソン公
  - アルフォンソ王
  - エイリーク
  - エドワード黒太子
  - ガウェイン
  - カール大帝
  - カール・マルテル
  - 北畠親房
  - 教皇レオⅠ世
  - シャー
  - ジャンヌ・ダルク
  - ジョン親王
  - 大主教
  - チンギス・ハーン
  - ティムール
  - テンプル騎士団長
  - フランクの近衛騎士
  - ブレダ
  - 源義経
  - ランスロッド
  - リチャード獅子心王
  - ロビン・フッド

## ファンパッチ
2011年より、UserPatchと称するファンパッチが、scripterという人物(あるいは団体)によって作られており、以下の通り数多くの不具合修正・機能追加が行われている。
- 1.0cに存在しているバグの修正(以下、一部主要なものを抜粋)
  - 斥候バグ(一定条件を満たすと敵の斥候がナンバリングで登録される)
  - 建造バグ(一定条件を満たすと建造が修理の速度で完了する:[例]城の建造が数秒で完了する等)
  - 投石器が動いてる時に修理を試みても修理されない
  - 色バグ(Windows Vista以降のOSでゲームを起動すると、配色が不適切な状態になる)
  - 羊、果実の木、猪鹿、魚、畑の肉資源がそれぞれ別資源として扱われる
- AIシステムの強化[1]
- ゲームの解像度オプション追加(4Kディスプレイ等にも対応)
- ウィンドウモードの追加
- AoMやLoLなどに代表される観戦機能(シークバーはない)
- リプレイ再生速度の向上
- オンライン対戦時の通信安定性向上
- 復元したゲームのリプレイが閲覧可能
- ポート開放無しでもゲームに参加可能
- その他、UIの改善等

2019年2月現在における最新のバージョンは、UserPatch.v1.5.20190101-000000である。

初リリース日： 1999年9月30日
モード： マルチプレイヤーコンピュータゲーム
ジャンル： リアルタイムストラテジー
開発元： アンサンブルスタジオ
デザイナー： ブルース・シェリー、 グレッグ・ストリート、 サンディ・ピーターセン、 カレン・スパークス
プラットフォーム： Microsoft Windows、 Classic Mac OS、 PlayStation 2
販売元： マイクロソフト、 コナミグループ、 MacSoft